# Hamburg-Billstedt
Hamburg-Billstedt is een stadsdeel van Hamburg-Mitte, een district van de Duitse stad Hamburg met net geen 70.000 inwoners. Het is qua bevolkingsaantal het tweede grootste stadsdeel van Hamburg.

## Geschiedenis
Billstedt ontstond in 1928 door de samenvoeging van de toen nog zelfstandige gemeenten Kirchsteinbek, Öjendorf en Schiffbek. De stad Hamburg wilde uitbreiden, maar daar zag Pruisen geen heil in om zo gebied af te staan. Enkele steden werden vergroot en andere gemeenten werden samengevoegd tot een nieuwe gemeente. Deze fusiegemeente werd vernoemd naar de Bille, een zijrivier van de Elbe. In 1937 kreeg Hamburg alsnog zijn zin en werd via de Groot-Hamburgwet vergroot. Billstedt werd nu een zelfstandige gemeente van de vrije Hanzestad en in 1938 verloren ze hun zelfstandigheid en werden ze een stadsdeel van Hamburg.